# Rodt (Zemmer)
Rodt ist ein Ortsteil und ein Ortsbezirk der Ortsgemeinde Zemmer im Landkreis Trier-Saarburg in Rheinland-Pfalz.

## Geographie
Der Ort Rodt in der Südeifel liegt am Rande des Buntsandsteinhöhenzugs des Meulenwalds und zählt zur Fidei.
Nachbarorte von Rodt sind die anderen Ortsteile Daufenbach im  Nordwesten, Schleidweiler im Norden und Zemmer im Nordosten, sowie der Trierer Stadtteil Ehrang-Quint im Süden und die Ortsgemeinde Kordel im Südwesten.

## Geschichte
Im Jahre 1036 wurde Rodt erstmals als Rodre / Rode urkundlich erwähnt. Der Name lässt sich vom althochdeutschen Wort „rod“ für Rodung ableiten. Über Roden (erstmals 1329) und Roide (erstmals 1331) bildete sich bis 1774 schließlich das heutige Rodt heraus.
Rodt gehörte zum Grundbesitz der Trierer Abtei St. Irminen, die Vögte zur Verwaltung einsetzte. Ein Erklärungsansatz für den Namen „Fidei“ ist daher die Ableitung von „Vogtei“.
Nach der Inbesitznahme des Linken Rheinufers durch französische Revolutionstruppen war der Ort von 1798 bis 1814 Teil der Französischen Republik (bis 1804) und anschließend des Französischen Kaiserreichs. Nach der Niederlage Napoleons kam Rodt 1815 aufgrund der auf dem Wiener Kongress getroffenen Vereinbarungen zum Königreich Preußen. Der Ort wurde dem Landkreis Trier im Regierungsbezirk Trier zugeordnet, der 1822 Teil der neu gebildeten Rheinprovinz wurde.
Als Folge des Ersten Weltkriegs gehörte die gesamte Region zum französischen Teil der Alliierten Rheinlandbesetzung. Nach dem Zweiten Weltkrieg wurde Rodt innerhalb der französischen Besatzungszone Teil des damals neu gebildeten Landes Rheinland-Pfalz. 
Im Rahmen der Mitte der 1960er Jahre begonnenen rheinland-pfälzischen Gebiets- und Verwaltungsreform wurde der Landkreis Trier am 7. Juni 1969 aufgelöst. Rodt gehörte zu dem größeren Kreisteil, der mit dem Landkreis Saarburg zum neuen Landkreis Trier-Saarburg vereinigt wurde. Am 17. März 1974 wurde die bis zu diesem Zeitpunkt selbstständige Gemeinde Schleidweiler-Rodt nach Zemmer eingemeindet.

## Politik

### Ortsbezirk
Rodt ist gemäß Hauptsatzung einer von vier Ortsbezirken der Ortsgemeinde Zemmer. Der Ortsbezirk umfasst den Ortsteil Rodt der früheren Gemeinde Schleidweiler-Rodt. Die Interessen des Ortsbezirks werden durch einen Ortsbeirat und durch einen Ortsvorsteher vertreten.

### Ortsbeirat
Der Ortsbeirat besteht aus sechs Mitgliedern, die bei der Kommunalwahl am 9. Juni 2024 in einer personalisierten Verhältniswahl gewählt wurden, und dem ehrenamtlichen Ortsvorsteher als Vorsitzendem.
Die Sitzverteilung:
| Wahl | SPD | CDU | FWG (*) | Gesamt  |
| ---- | --- | --- | ------- | ------- |
| 2024 | 1   | –   | 5       | 6 Sitze |
| 2019 | 2   | 0   | 4       | 6 Sitze |
| 2014 | 2   | –   | 4       | 6 Sitze |
| 2009 | 1   | 0   | 5       | 6 Sitze |

### Ortsvorsteher
Michael Keilen (FWG) wurde am 5. November 2024 Ortsvorsteher von Rodt. Da für die Direktwahl am 9. Juni 2024 kein Wahlvorschlag eingereicht wurde, oblag die Neuwahl des Ortsvorstehers dem Ortsbeirat. Nachdem auch bei der konstituierenden Sitzung am 11. September keine Bewerbung vorlag, konnte bei der zweiten Sitzung des Rates Michael Keilen gewählt werden.
Keilens Vorgänger Leo Endres (FWG) hatte das Amt im November 1996 übernommen und hatte es bis zum 30. Juni 2024 inne. Bei der Wahl 2024 hatte er nicht erneut als Ortsvorsteher kandidiert.

## Kultur und Sehenswürdigkeiten

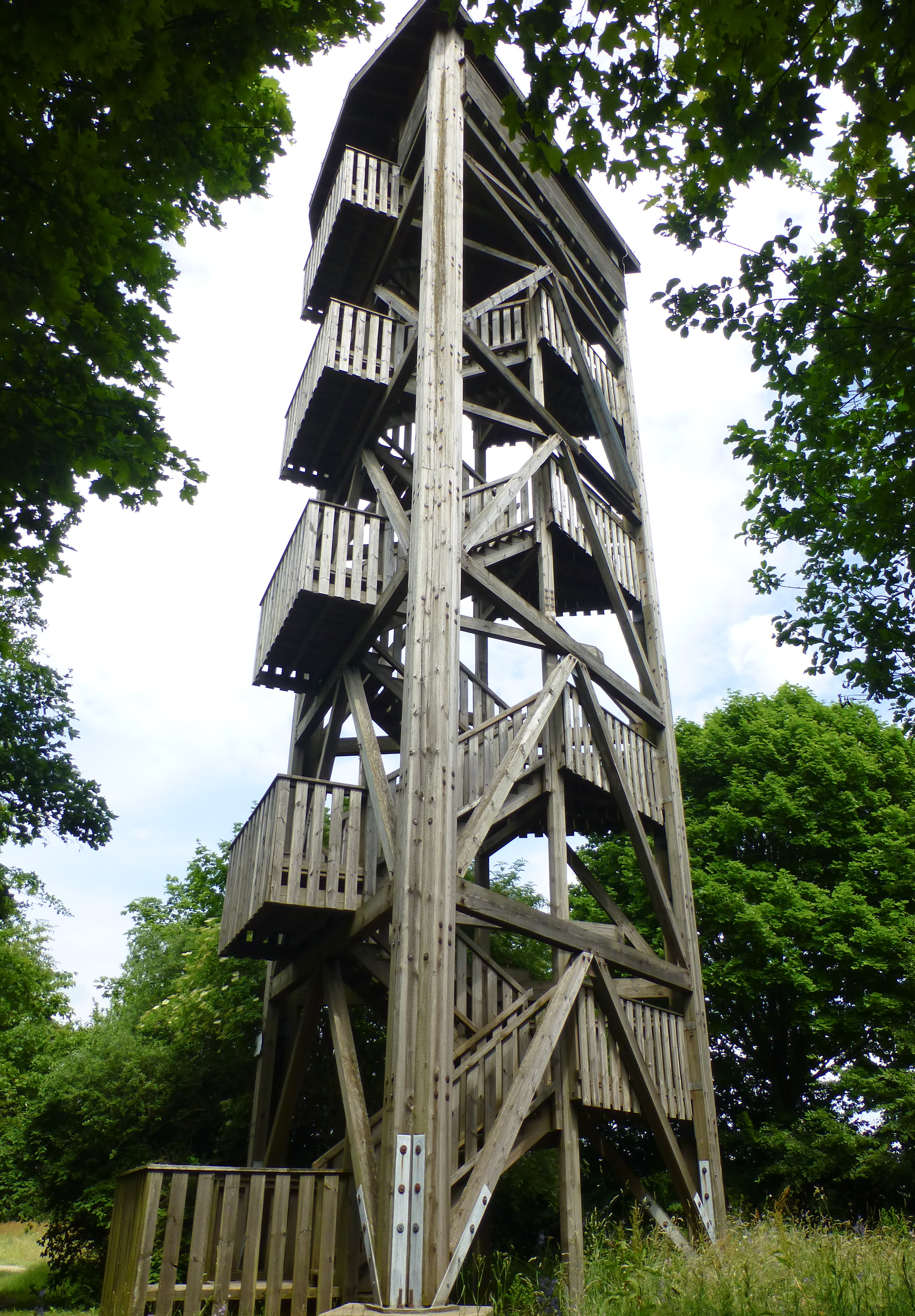
Aussichtsturm Zemmer in Rodt

In der Denkmalliste des Landes Rheinland-Pfalz (Stand: 2021) werden folgende Kulturdenkmäler genannt:
- Römisch-katholische Filialkirche St. Michael, kleiner nachbarocker Saalbau (bezeichnet 1818)[15]
- Zwei Balkenkreuze aus dem 17. und 19. Jahrhundert im Ort bzw. in der Gemarkung

Weit sichtbares Wahrzeichen Rodts ist ein etwa 20 Meter hoher Aussichtsturm, an dem die 14. Etappe des Fernwanderwegs Eifelsteig vorbeiführt.
Zwei über 450 Jahre alte Eichen in der Schulstraße sind als Naturdenkmal eingestuft.

## Wirtschaft und Infrastruktur

### Öffentliche Einrichtungen
Mit der zweizügigen St. Michael Grundschule ist Rodt der Schulstandort von Zemmer. Im Gebäude der Schulsporthalle ist auch die Gemeindebücherei untergebracht.

### Verkehr
Rodt liegt an der Kreisstraße 34, die nach Norden zur Landesstraße 43 (L 43) in Schleidweiler führt, nach Südosten zur L 46 Richtung Trier.